# Memminger Befestigungsanlagen

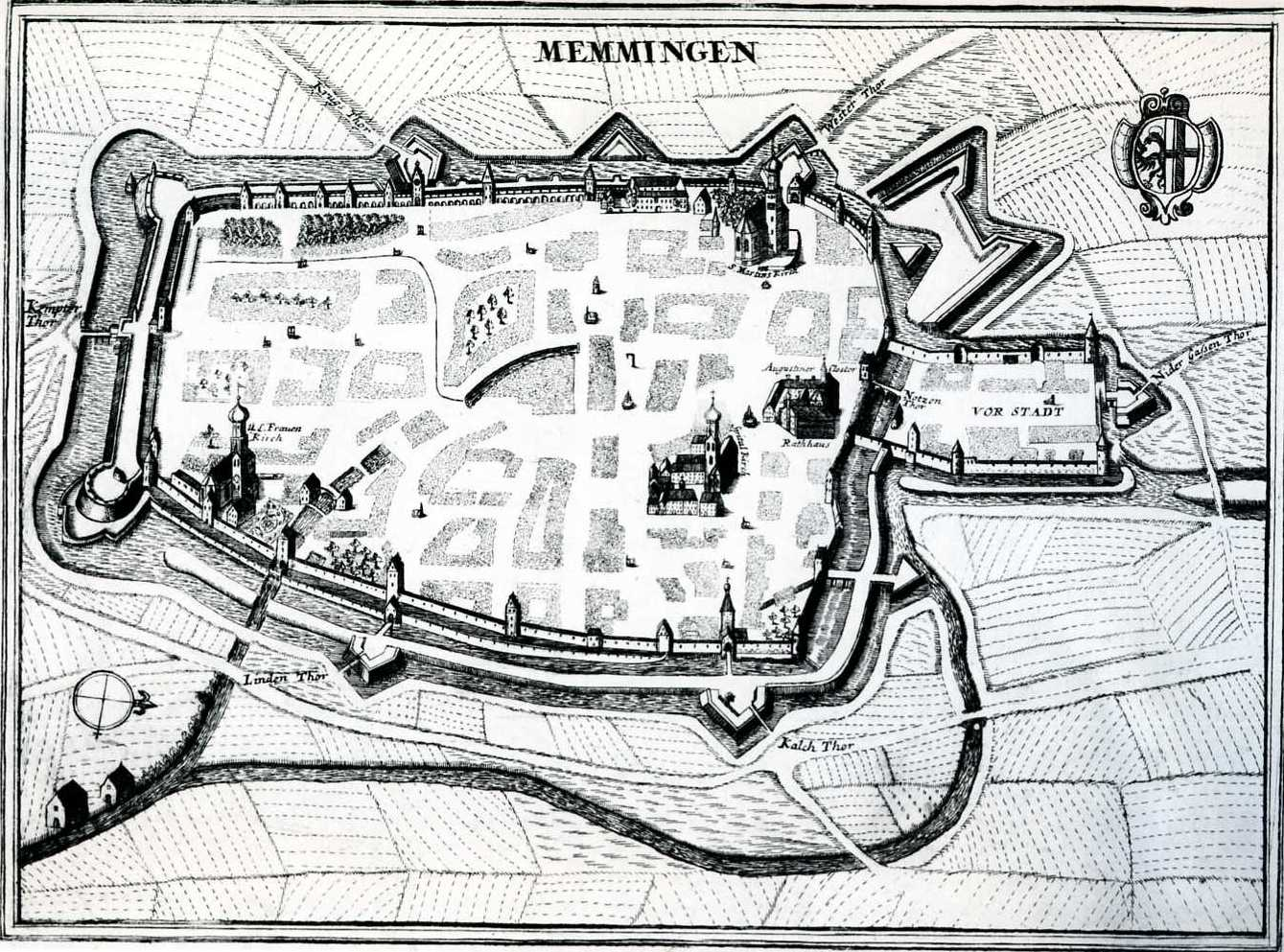
Die Memminger Verteidigungsanlagen um 1720

Die Befestigungsanlagen in Memmingen existieren zum Teil noch um den historischen Stadtkern. Zu den Überresten gehören die unter Denkmalschutz stehende Wallanlage mit der Stadtmauer sowie die noch erhaltenen Tore und Türme. Die Befestigungsanlagen dienten der Verteidigung der Stadt und als Wohnraum für städtische Bedienstete.
Die ehemaligen drei Dörfer, Memmingen, die Kalchervorstadt und die Wegbachsiedlung wuchsen im Laufe der Zeit zu einer Einheit zusammen, was sich auch an den Verteidigungsanlagen ablesen lässt. So wurde Memmingen in drei Jahrhunderten dreimal erweitert. Erst mit dem Bau des Einlasses 1475 waren mit dem Abschluss des Stadtwerdungsprozesses die Verteidigungsanlagen vollendet. Sie bestanden aus 28 Toren und Türmen und einer drei Kilometer langen Stadtmauer sowie den davor liegenden Schanz-, Graben- und Wallanlagen.

## Bis zum 12. Jahrhundert

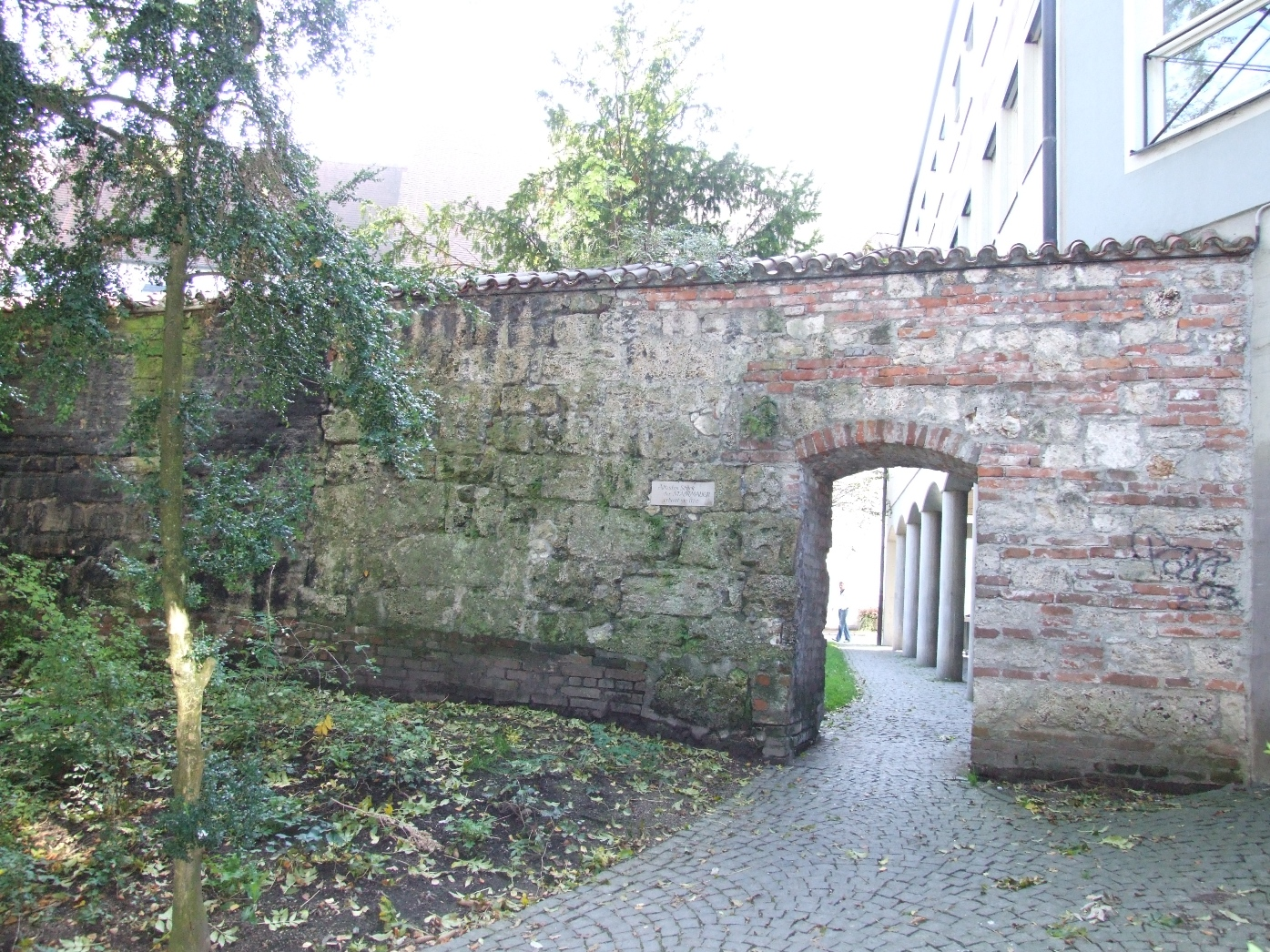
Ein Stück der ältesten, noch erhaltenen Stadtmauer, um 1170/1180

Der erste Mauerring zog sich um die so genannte Welfenstadt. Dort konnten bei Ausgrabungen rund um das Antoniterkloster Reste eines Verteidigungswalles ausgemacht werden, der vermutlich bereits vor dem Jahr 1000 bestand. Stadttore waren bereits zu dieser Zeit meist aus Stein gebaut, sichere Anhaltspunkte dafür sind allerdings nicht vorhanden. Die ersten, aus Stein gemauerten Verteidigungsmauern wurden vermutlich um 1170/1180, spätestens 1230 erbaut. Dazu zählten vier Stadttore, wovon eines heute noch existiert. Der Mauergürtel zog sich vom nördlichen Notzentor über das östliche innere Kalchtor, das südliche Obertor bis zum westlichen Westertor hin. Türme müssen an den vier Ecken bereits bestanden haben, sie wurden jedoch überwiegend bei den Erweiterungen abgebrochen oder umgebaut. Auch ist nicht bekannt, wo sich die wahrscheinlich befestigte Burg der Welfen befand. Früher vermutete man sie auf dem Gelände des späteren Antoniterklosters, heute wird angenommen, dass sich diese Villa bzw. der Burgus in der Nähe der heutigen Kalchstraße/Ratzengraben am inneren Kalchtor befand.
Am Hexenturm sind noch im unteren Geschoss alte Tuffsteinquader aus der Zeit um 1170 zu sehen. Ebenfalls in dieser Bauphase muss der Kerkerturm und ein unbenannter Turm an der Westseite zwischen dem Kerkerturm und dem Westertor gebaut worden sein. Der Stumpf dieses unbenannten Turmes wird heute als Wohnhaus genutzt. Weitere Turmbauten konnten nicht nachgewiesen werden. Dies hängt vermutlich mit dem kompletten Abtragen der Stadtmauer an der Ost- und Südseite anlässlich der zweiten und größten Stadterweiterung zusammen.

## 13. Jahrhundert

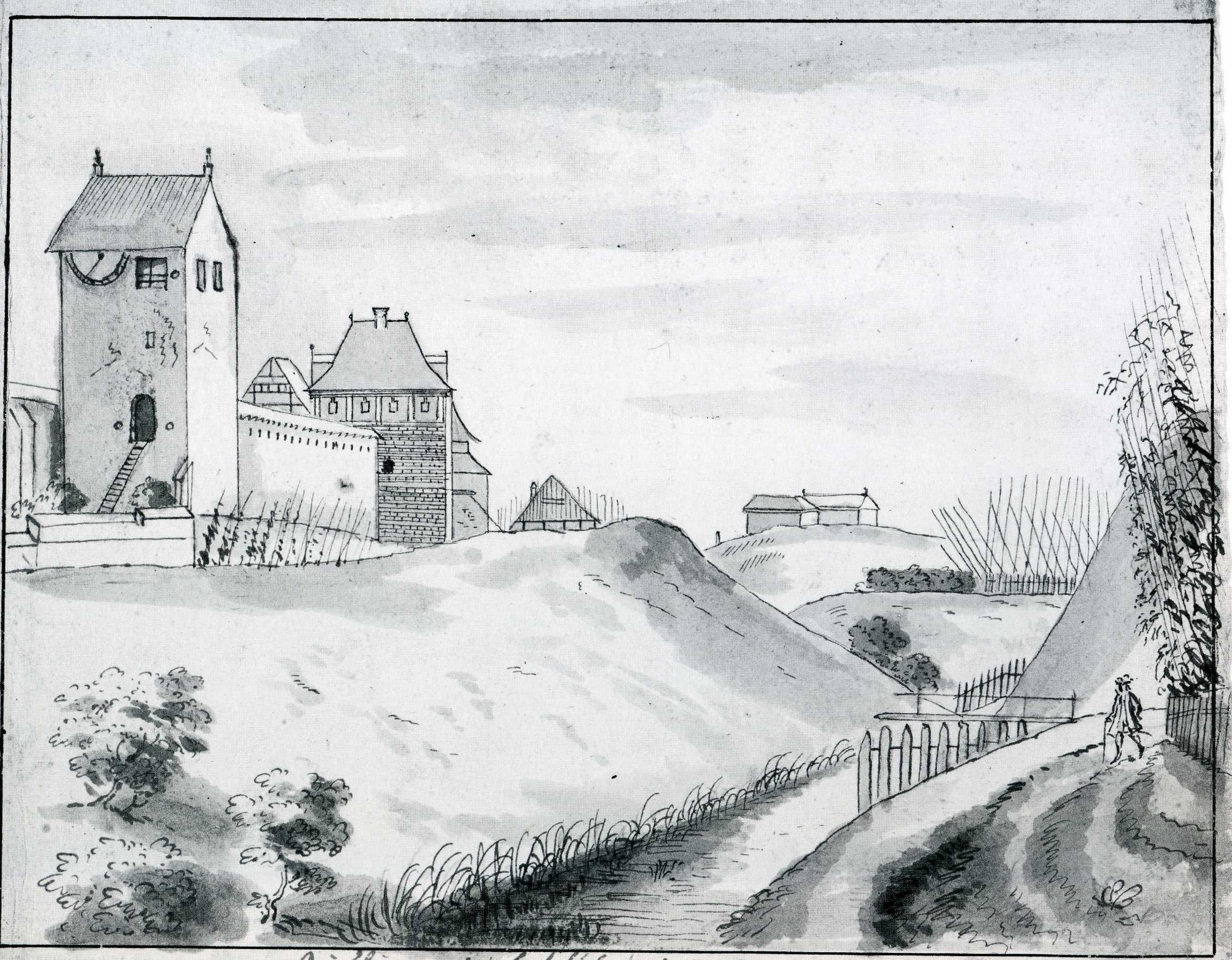
Das Kalchtor mit Turm um 1735

Nachdem die Stadt gewachsen und staufisch geworden war und sich in den Vorstädten erste Klöster niedergelassen hatten, musste eine erste Erweiterung der Stadtmauer erwogen werden. Bis 1268 wurde die Kalchervorstadt oder auch Stauferstadt genannt, mit einem Mauergürtel versehen. Im Zuge dieser Erweiterung wurde die bis Mitte des 19. Jahrhunderts bestehende Ostgrenze der Stadt erreicht. Es entstand der Hafendeckelturm, der Hexenturm erhielt seine heutige Größe und ein Turm wurde an der heutigen Kreuzung Bahnhofs-/Maximilianstraße, einer in der Höhe der heutigen Rosengasse errichtet. Den Abschluss der Kalchervorstadt bildete das Kalchtor (auch Augsburger Tor genannt).

## 14. Jahrhundert

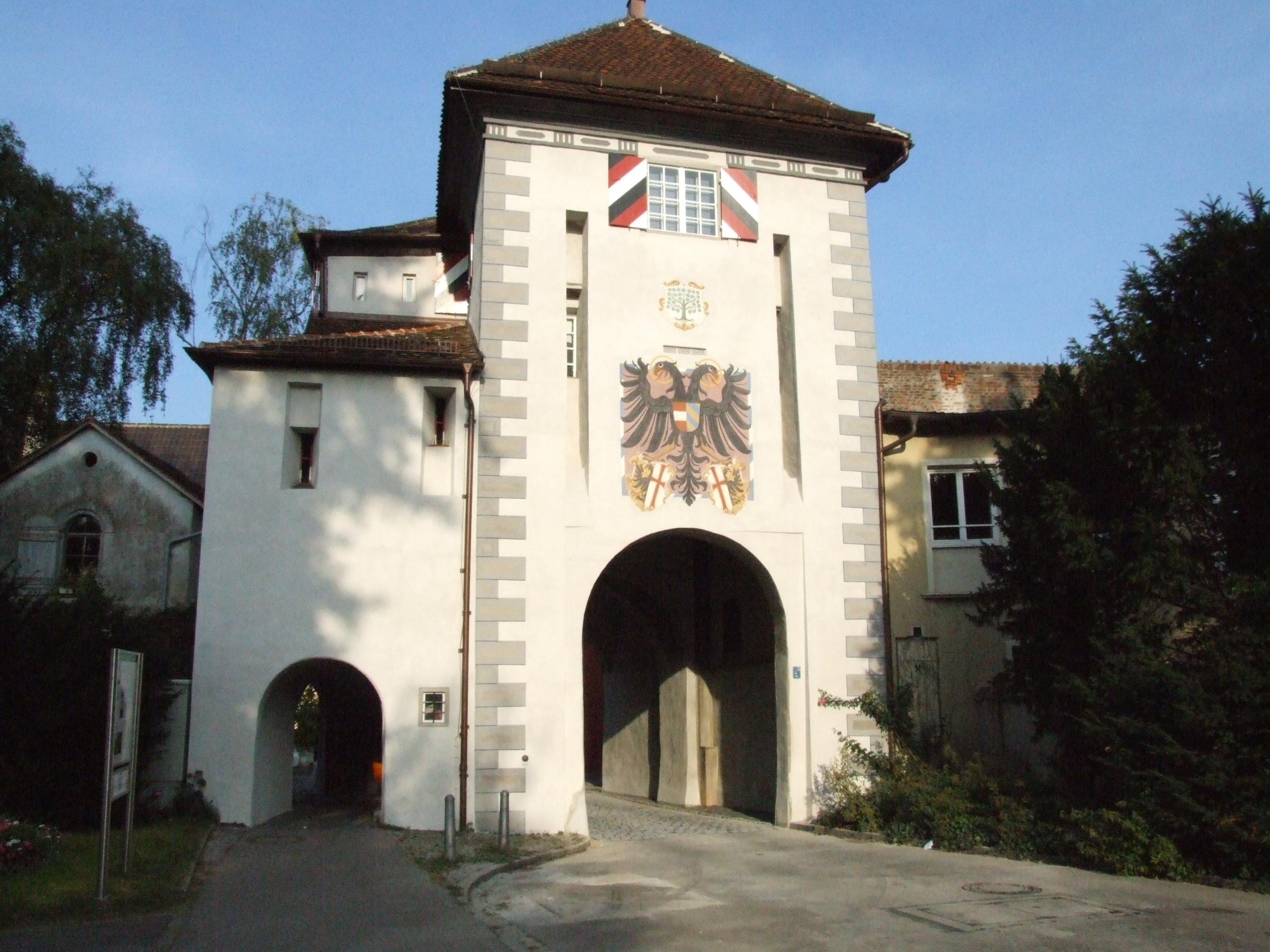
Lindauer Tor

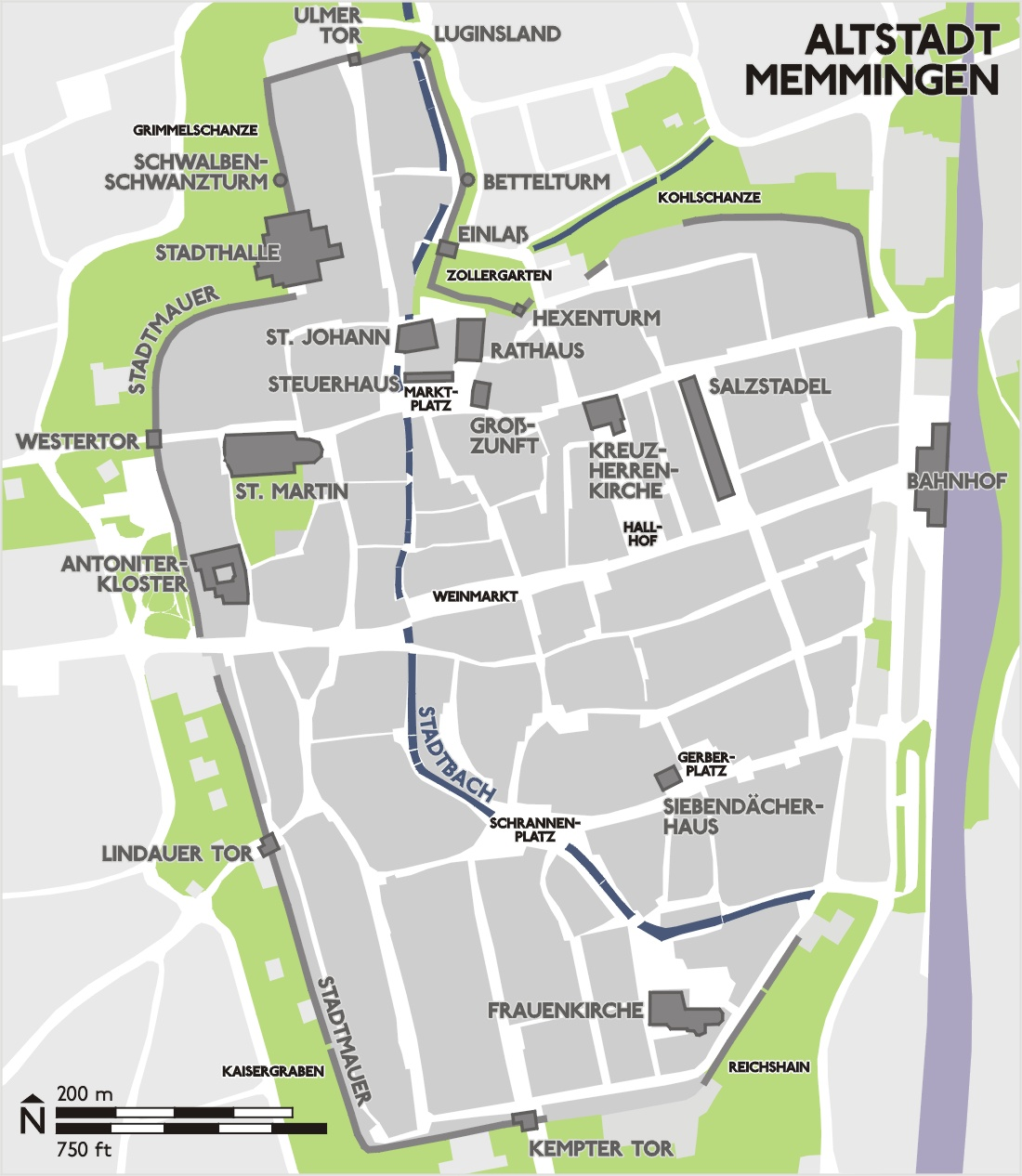
Die heutige Altstadt. Deutlich erkennbar sind die ehemalige Stadtgrenze in der Mitte mit dem Weinmarkt und der ehemalige Stadtgraben.

Die zweite Stadterweiterung war die größte Erweiterung Memmingens im Mittelalter. Der Wegbachsiedlung oder auch Oberstadt genannte Bereich umschloss die Fläche vom Weinmarkt im Norden bis zur Hohen Wacht im Süden. Bei dieser Erweiterung wurde der gesamte südliche Teil der bisherigen Stadtmauer abgebrochen, die Stadtgräben, die zum Teil heute noch zu erkennen sind, wurden aufgefüllt. Bei der Sanierung der Maximilianstraße im Jahr 2006 wurden Reste der Verteidigungsanlagen in Form von Holzpalisaden gefunden, die vermutlich  vor der eigentlichen Stadtmauer als zusätzliche Abwehr von Feinden gedient haben. Von den Mauern selbst ist nach heutigem Forschungsstand nichts mehr erhalten geblieben. Die rege Bautätigkeit am Weinmarkt und an der Maximilianstraße beseitigte die letzten Reste der Mauern. Allerdings kann man die damalige Wallanlage noch an der für Memminger Verhältnisse untypischen breiten Straße erkennen.
Von 1340 bis 1395 wurden insgesamt drei neue Tore, das Lindauer Tor, das Kempter Tor und das Lindentörlein als Fußgängertor, sowie mehrere neue Türme errichtet. Im Westen entstanden fünf Türme zwischen der Hohen Wacht und dem Lindauer Tor, einer zwischen dem Schweizer Berg und dem Lindauer Tor, einer am Schweizer Berg. Der Osten der Stadt wurde relativ schwach mit Verteidigungsanlagen ausgestattet, da dort der Haienbach zum so genannten Gschwöllt Wasser gestaut wurde, das es Angreifern fast unmöglich machte, von Osten die Stadt zu erstürmen. Der gesamte Osten wurde durch das Anstauen des Baches zu einem sumpfigen Gelände mit einem etwa 20 Zentimeter hohen Wasserstand.
Um die gesamte Stadt wurde ein Graben gezogen, der auf der Ost- und Südseite sehr flach verlief, da auch dort der Schutz durch verschiedene Bäche gegeben war. Der Norden und der Westen konnten verhältnismäßig schlecht verteidigt werden, was ein ausgeklügeltes System von Schanzen, Gräben und Mauern nötig machte.

## 15. Jahrhundert

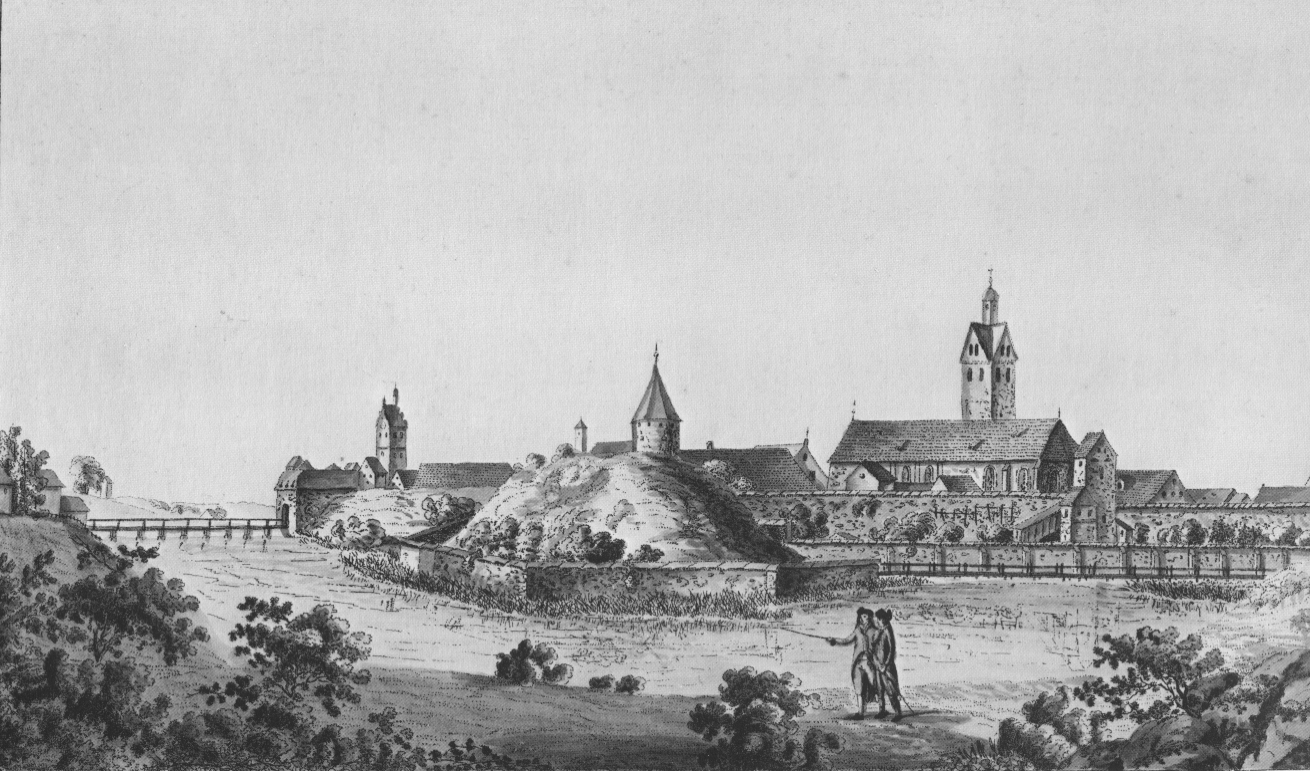
Der Memminger Stadtgraben im Südosten, beim Großen Pechturm

Bei der dritten Stadterweiterung wurde die so genannte Ulmer Vorstadt in die Verteidigungsanlagen einbezogen. Es entstand das Ulmer Tor als nördlichstes Stadttor. Flankiert wurde es von dem Luginslandturm und dem weißen Mehlsackturm. An der Ostseite entstand der Bettelturm als weiterer Verteidigungsturm. An der Westseite sollte der Schwalbenschwanzturm die Verteidigung der Stadt sichern. Diese Bauarbeiten waren 1445 abgeschlossen. Als letzter Bauabschnitt wurde der Einlaß an der Ostseite anstelle des alten Wächterhauschens 1475 erbaut.
Die größten Schanzanlagen der Stadt wurden an der Westseite der Ulmer Vorstadt erbaut. Durch das ansteigende Gelände mussten die Stadtbaumeister mit besonderem Bedacht vorgehen, da kein Wassergraben möglich war. Gleichzeitig mit der Ummauerung der Ulmer Vorstadt entstanden im Süden der Stadtmauer das Große Rondell und die Hohe Wacht mit der Nudelburg sowie Schanzmauern um die gesamte Stadt.

## 16. bis 18. Jahrhundert

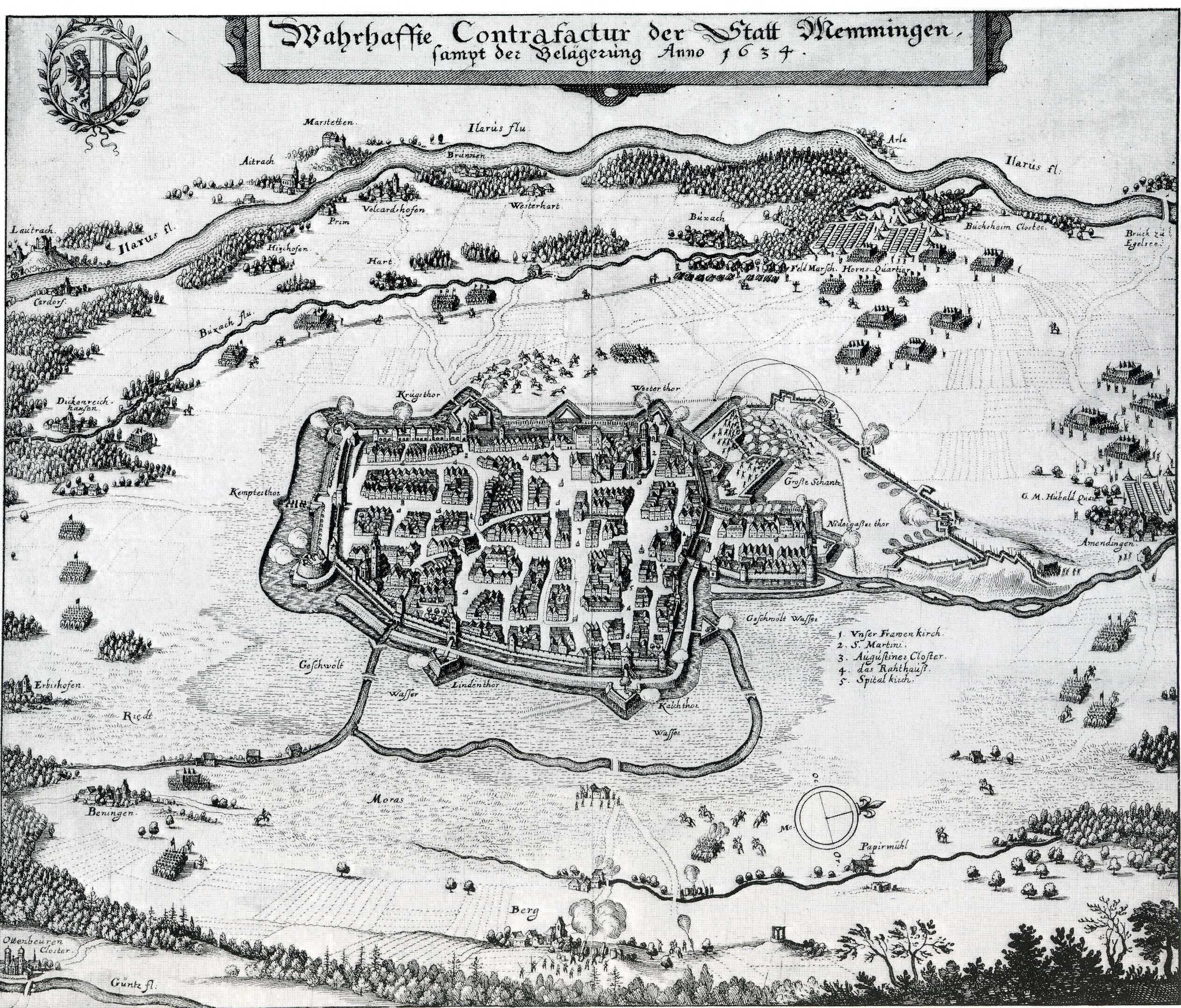
Die Belagerung Memmingens 1634 durch die Schweden im Dreißigjährigen Krieg

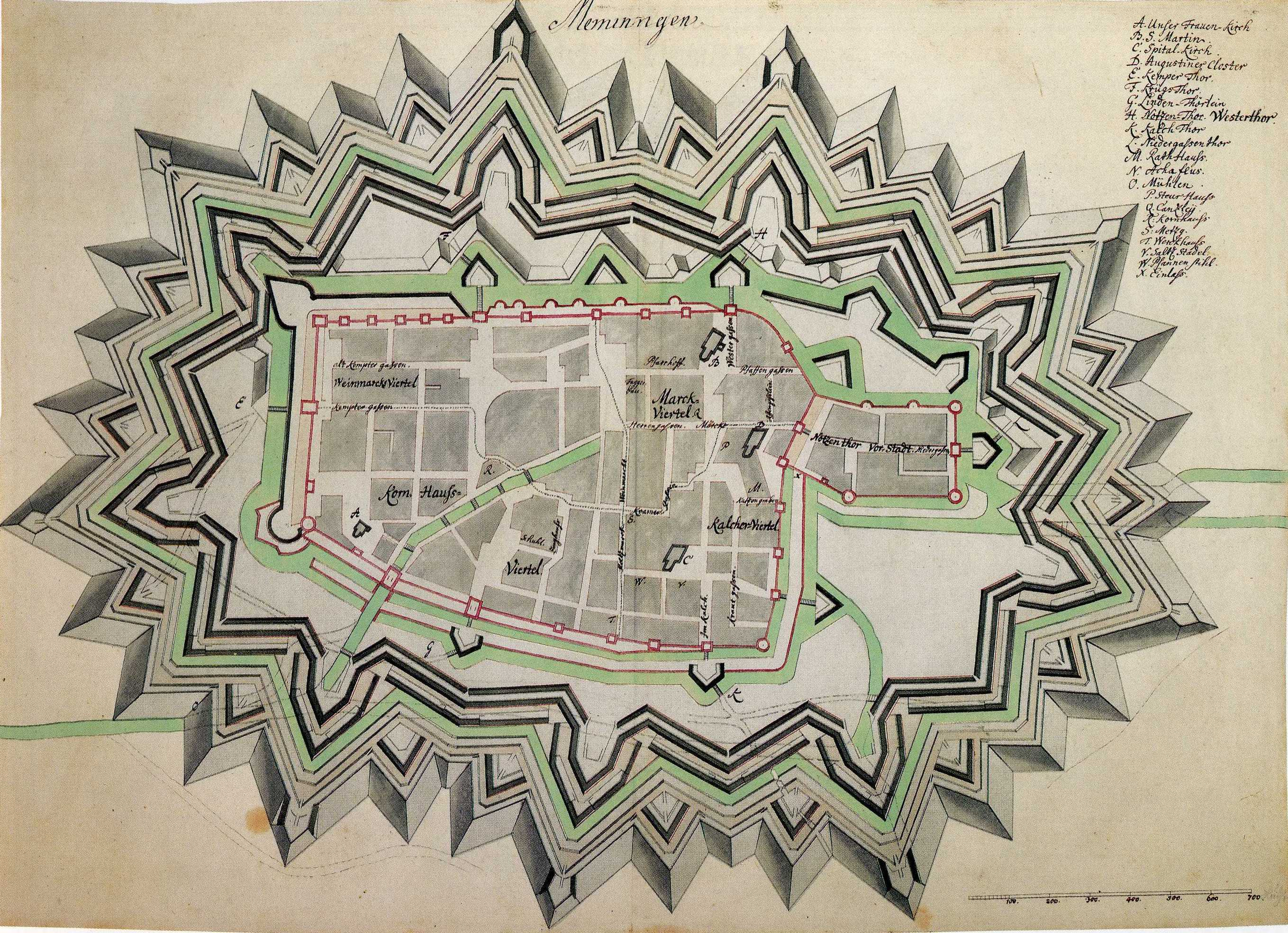
Der Plan des französischen Kriegsingenieurs Tardiff, Memmingen zur Festung auszubauen.

Memmingen wurde bis 1525 nie belagert oder eingenommen. Erst bei den Bauernaufständen versuchten die Bauern die Stadt zu erstürmen. Im Dreißigjährigen Krieg wurde Memmingen mehrmals belagert und erstmals eingenommen, worunter die Verteidigungsanlagen der Stadt stark litten. Eines der heftigsten Gefechte war die Belagerung und Einnahme durch die bayerischen und kaiserlichen Truppen 1647. Dabei wurde fast die gesamte westliche Stadtmauer von Artilleriegeschützen so stark zerstört, dass danach das Lindauer Tor und das Wester Tor neu aufgebaut werden mussten. Auch die Ostseite wurde mit der Zerstörung des Kalchtores stark in Mitleidenschaft gezogen. Lediglich der Norden und Süden der Stadt blieben verschont. Dies verdankte die Stadt der strategisch günstigen Ausgangslage im Norden und den gut ausgebauten Schanzanlagen im Süden. Hier konnten selbst die neuartigen Kanonen nichts ausrichten. Danach waren jedoch eine Verstärkung und ein Ausbau der Schanzen- und Wallanlagen nötig. Diese wurden teilweise weit vor die Stadt verschoben. Allerdings half dies nicht gegen den Überraschungsangriff der bayerischen Truppen im Spanischen Erbfolgekrieg. 1702 wurde die Stadt, ebenso wie Ulm überrumpelt, nach drei Tagen eingenommen und damit erstmals bayerisch. Kurfürst Maximilian II. errichtete für seine Truppen an der Westseite der Stadtmauer die Rote und die Schwarze Kaserne.
Memmingen sollte 1702 zur bayerischen Landesfestung ausgebaut werden. Das Projekt kam allerdings durch den baldigen Abzug der Bayern und die Rückgabe Memmingens als freie Reichsstadt ans Reich nicht zustande. Nach den Plänen des französischen Kriegsingenieurs Tardiff sollten vor die eigentlichen Stadtbefestigungsanlagen weitere, kompliziert gebaute Umwallungssysteme mit 34 Schanzen gebaut werden. Damit wäre Memmingen damals praktisch uneinnehmbar geworden.

## 19. Jahrhundert

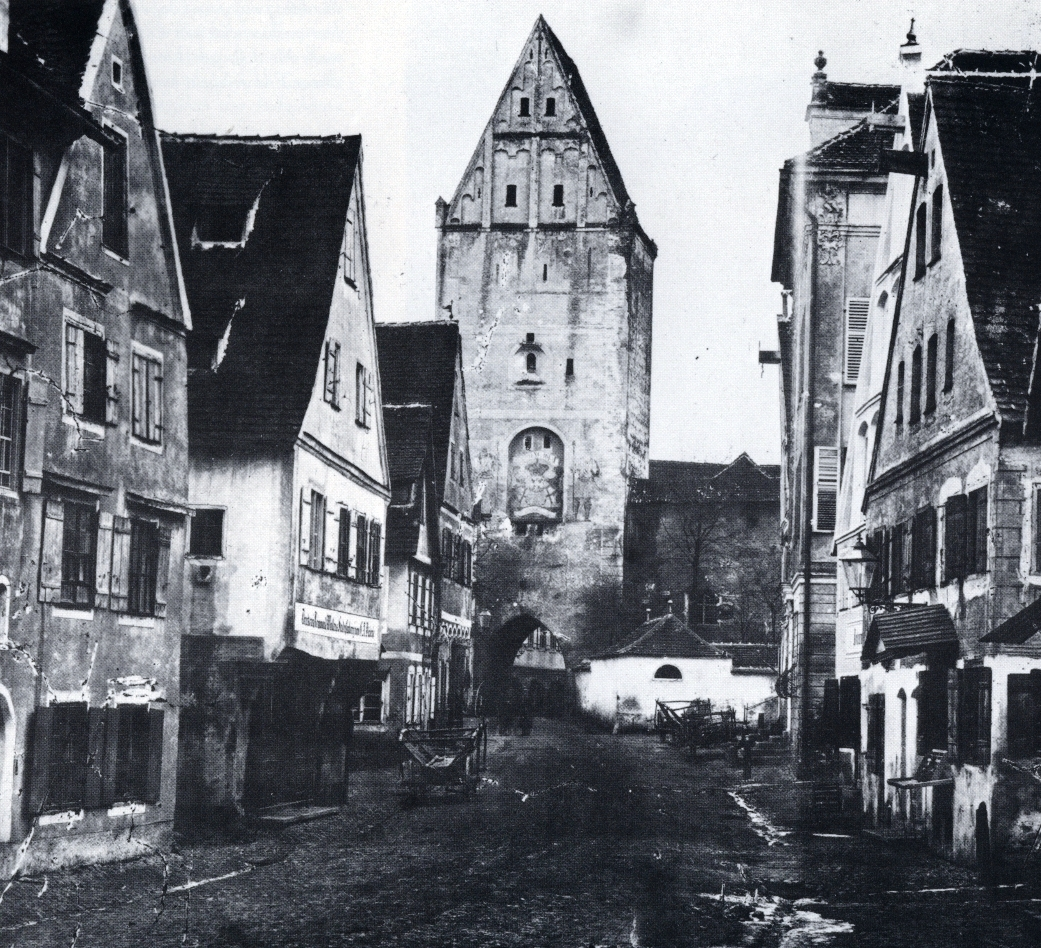
Das Notzentor vor seinem Abbruch

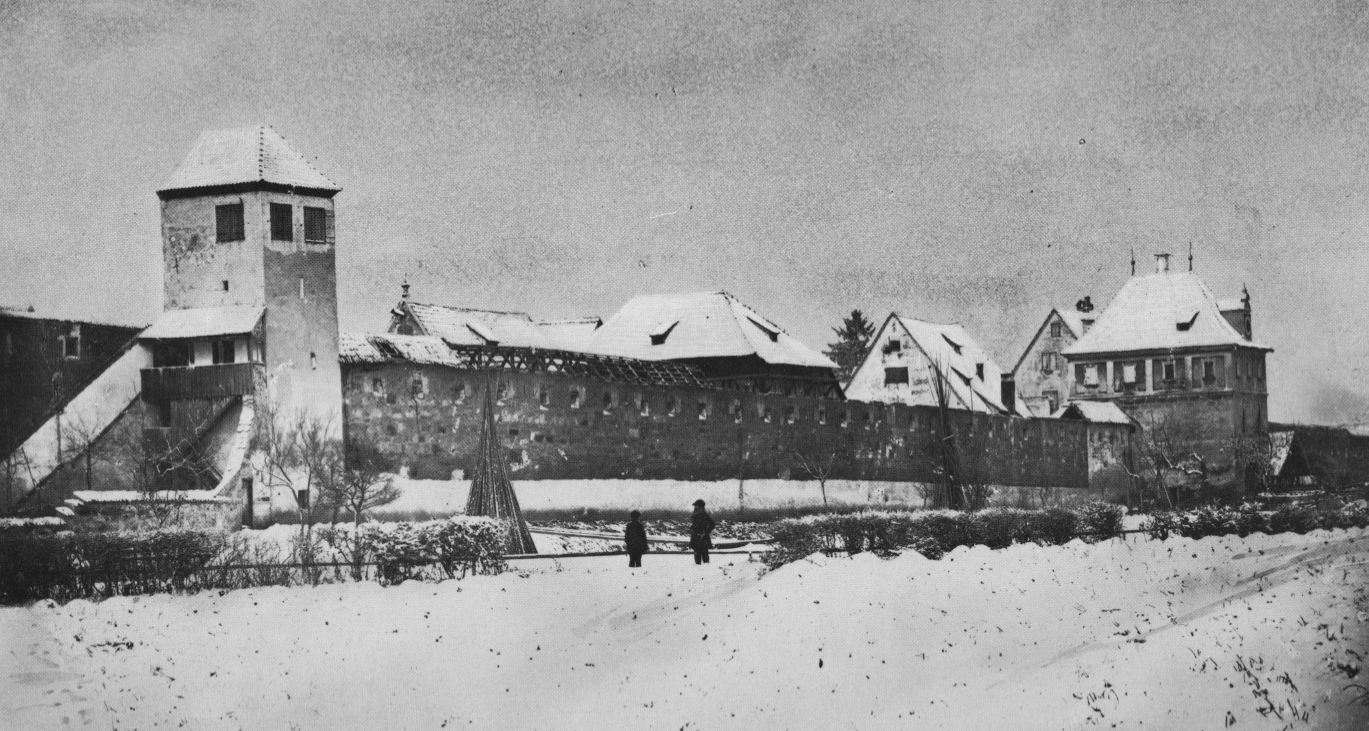
Stadtmauerpartie um das Kalchtor während des Abbruchs

Nach der Belagerung und Einnahme der Stadt durch die Bayern im napoleonischen Krieg ließ Napoleon den Befehl erteilen, die  Stadtverteidigungsanlagen zu schleifen. Nur durch Bitten der Stadtbevölkerung und die Vermittlung des Freiherrn von Lupin wurde Napoleon dazu bewegt, lediglich die vier größten und wichtigsten Türme abbrechen zu lassen. So fielen der Luginsland und der weiße Mehlsack der Ulmer Vorstadt, der Hafendeckelturm der Kalchervorstadt, der große Pechturm sowie der Turm der Hohen Wacht. Sämtliche Schanzanlagen mussten abgetragen und die Wassergräben eingeebnet werden.
Bereits wenige Jahre später ließ der damalige Bürgermeister von Zoller einen Stadtgraben im Norden der Stadt, den Ratzengraben auffüllen und daraus eine Parkanlage (der heutige Zollergarten) entstehen. Außerdem ließ er einen Teil der Stadtmauer auf eine Höhe von etwa 2,5 Meter und Teile der Wehrgänge abtragen.
Die größte Abbruchwelle der Stadtverteidigungsanlagen trat mit dem Bahnbau ab 1863 ein. Fast der gesamte Ostteil der Wehranlagen wurde abgebrochen, darunter der die Wasserkunst schützende Wasserturm, das Kalchtor, das Lindentörlein und der kleine Pechturm. Um diese Zeit wurde auch das Notzentor, das letzte Tor in der ursprünglichen Gestalt aus dem 13. Jahrhundert, abgebrochen. Die Bürger der Ulmer Vorstadt fühlten sich durch die enge Tordurchfahrt wirtschaftlich im Hintertreffen. Gegen den Abbruch des Kempter Tores durch die Wegbachvorstadt schritt das Bayerische Denkmalamt in Augsburg ein. Es erlaubte lediglich einen Mauerdurchbruch an der Ostseite, damit die größer gewordenen Fuhrwerke ungehindert in die Stadt fahren konnten. Diese Abbrüche waren die letzten. Die noch vorhandenen Tore und Türme wurden bis nach dem Zweiten Weltkrieg als Wohnungen benutzt.

## 20. Jahrhundert bis heute
Die beiden Bombenangriffe im Zweiten Weltkrieg im Jahr 1945 gingen fast spurlos an den Verteidigungsanlagen vorüber, da sich die Angriffe auf das Bahnhofsareal im Osten beschränkten und dort bereits im 18. Jahrhundert, bis auf den Pulverturm, alles abgebrochen und eingeebnet worden war.

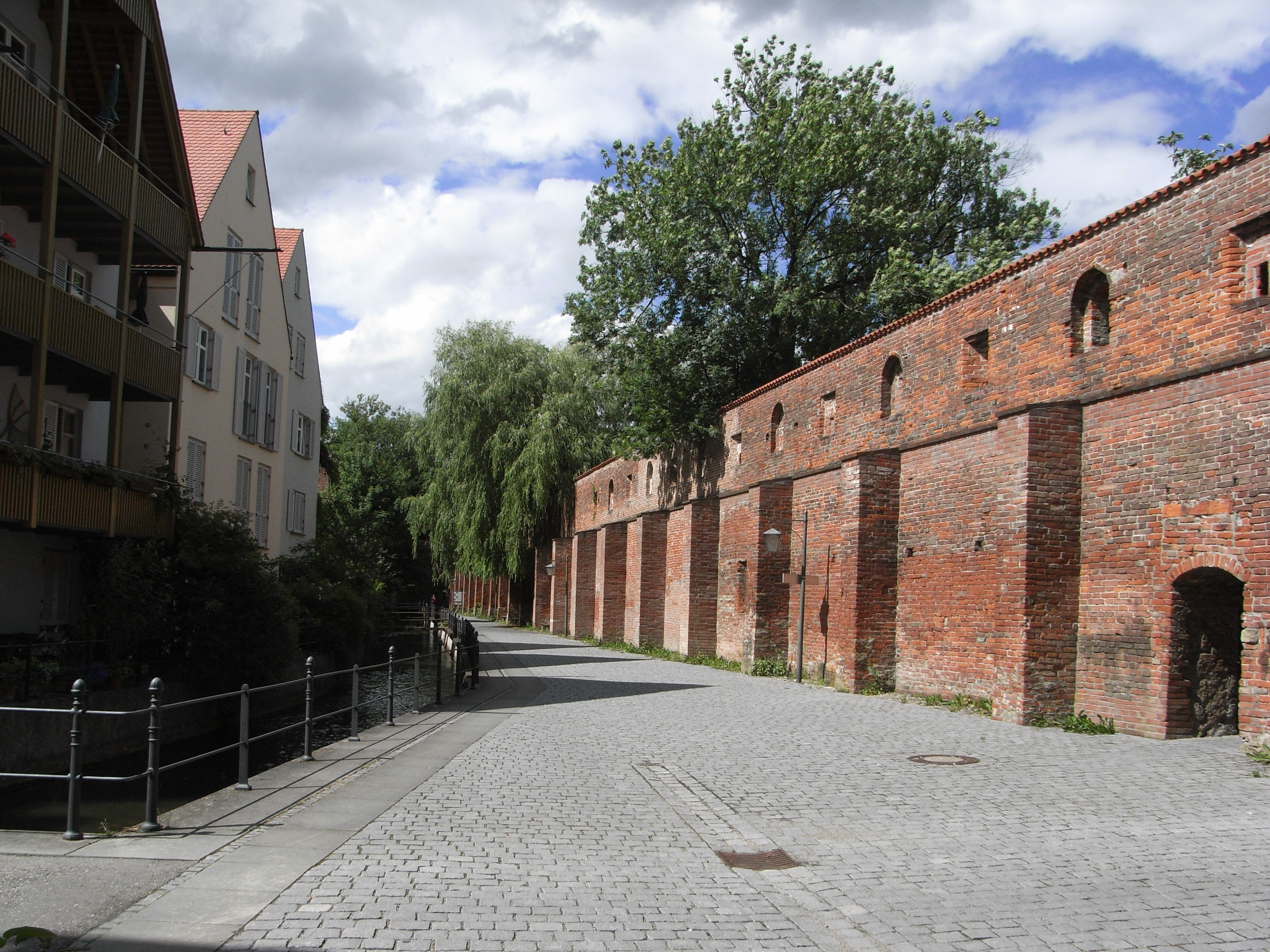
Die Stadtmauerpartie in der Ulmer Vorstadt von 1445

Heute werden die Tore, die Türme, die Stadtmauer und die verbliebenen Gräben sorgsam gepflegt. Die Wehranlage mit ihren fünf Toren, fünf Türmen und der etwa 1,4 Kilometer langen Stadtmauer gilt als eine der besterhaltenen Stadtverteidigungsanlagen Deutschlands. Die Stadtmauer rund um die Hohe Wacht wurde in die Hallersche Liste aufgenommen, in der die wichtigsten und besterhaltenen Wehranlagen des Mittelalters aufgeführt sind. Die Tore und Türme werden von den verschiedenen Gruppen des Fischertagsvereins genutzt. Die im 19. Jahrhundert aufgefüllten Gräben werden meist als Parklandschaften genutzt. Lediglich an der Westseite hat man Stadtvillen gebaut und große Gärten angelegt. Fast um die gesamte Altstadt ist ein Grüngürtel entstanden, der nur im Osten durch den Bahnhof und die angrenzende Bebauung durchschnitten wird.